# Strömstad (Gemeinde)
Koordinaten: 58° 56′ N, 11° 10′ O

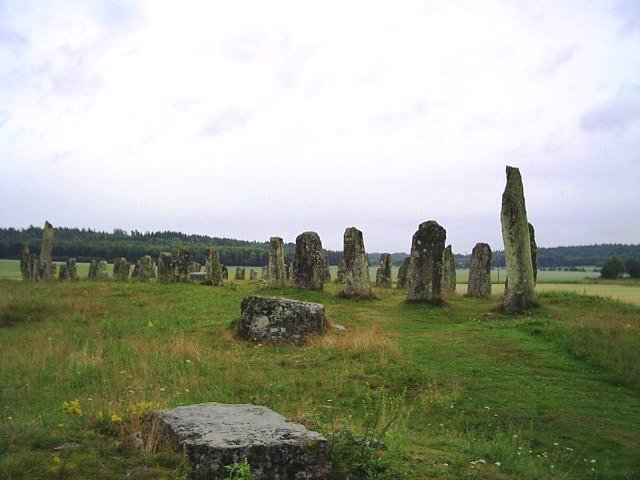
Schiffssetzung bei Blomsholm

Strömstad ist eine Gemeinde (schwedisch kommun) in der schwedischen Provinz Västra Götalands län und der historischen Provinz Bohuslän. Der Hauptort der Gemeinde ist Strömstad.

## Geschichte
Vor der Zusammenlegung von Älvsborgs län, Skaraborgs län und Göteborgs och Bohus län zu Västra Götalands län gehörte Strömstad zur Provinz Göteborgs och Bohus län.

## Orte
Diese Orte sind Ortschaften (tätorter):
- Kebal
- Skee
- Strömstad

## Sehenswürdigkeiten
- Gräberfeld von Blomsholm

## Partnerstädte
- Norwegen: Randaberg
- Finnland: Konnevesi
- Dänemark: Trehöje
- Estland: Nissi
- Vereinigtes Königreich: Ledbury